# Peter Bonnington
Peter Bonnington, ismertebb nevén Bono (1975. február 12. –) brit Formula–1-es mérnök. Kimi Antonelli versenymérnöke a Mercedes csapatánál.

## Pályafutása
Bonnington F1-es pályafutását a 2000-es évek elején kezdte a Jordan Grand Prix csapatánál, adatmérnökként. A silverstonei csapatánál olyan versenyzőkkel dolgozott együtt, mint Timo Glock és Giorgio Pantano.
Ezután csatlakozott a Honda csapatához Andrew Shovlin hosszú távú versenymérnök beugrójaként, és így Jenson Button teljesítménymérnöke lett. Bonnington 2009-ben is folytatta az alakulatnál a munkáját az akkor új névre keresztelt Brawn GP-vel. Ebben az évben Button világbajnok lett.
2010-ben Michael Schumacher teljesítménymérnöke volt a Mercedesnél. 2011 szeptemberében a távozó Mark Slade helyét vette át versenymérnökként.
Miután Schumacher 2012 végén elhagyta az alakulatot, a következő évben Lewis Hamilton versenymérnöke lett, akivel jelenleg 6 világbajnoki címet zsebeltek be. A 2025-ös szezontól Lewis elhagyta a csapatot, és ettől az idénytől Andrea Kimi Antonelli versenymérnöke lett.